# Pieter Cornelisz. Bockenberg
Pieter Cornelisz. Bockenberg (Gouda, 25 december 1548 - Leiden 17 januari 1617) was de officiële, in 1591 door de Staten van Holland en Zeeland benoemde, geschiedschrijver van De Nederlanden.
Pieter Cornelisz. Bockenberg werd geboren als zoon van Cornelis Dirksz Pietersz. en Aleid Minne. Zijn vader was lid van de vroedschap en schepen in Gouda. Pieter Cornelisz Bockenberg studeerde in Leuven theologie en werd in 1574 tot priester gewijd. In de periode tussen 1574 en 1583 had hij een reizend bestaan langs vele plaatsen in Europa, waaronder Wenen, Brünn, Praag, München en Milaan. Tussen de bedrijven door was hij in 1577 ook nog enige tijd pastoor in het Vlaamse Sint-Niklaas.
In 1583 schreef hij zich in aan de universiteit van Leiden als student in de letteren. In deze stad was zijn oom Arent Dirksz Bockenberg commandeur van de Duitse Orde en tevens pastoor van de Sint Pieterskerk, waardoor hij gemakkelijk contacten kreeg in de stad. Na twee jaar vertrok hij echter alweer uit Leiden.
Na nog enkele omzwervingen ging hij tijdens een verblijf in Den Haag rond 1587 over naar de Gereformeerde Kerk. Hij trouwde in 1589 met de dochter van Johannes Wijkersloot, de rector van de Latijnse School te Woerden. Het paar vestigde zich in Leiden.
Vanaf die tijd concentreerde Bockenberg zich op de geschiedenis. Door bemiddeling van Johan van Oldenbarnevelt werd hij in 1591 benoemd tot de officiële geschiedschrijver van Holland en Zeeland.
Hij kreeg echter zware kritiek te verduren van een andere geschiedschrijver, Janus Dousa, de schrijver van “Bataviae Hollandiaeque Annales”. Waarschijnlijk was deze kritiek er de oorzaak van dat het levenswerk van Bockenberg “Annales Hollandiae et Zeelandiae” nooit werd gepubliceerd. Ondanks het feit, dat hij - gehonoreerd door de Staten van Holland - wel vijf delen van dit werk voltooide, werd het handschrift uiteindelijk slechts als zodanig opgenomen in de Koninklijke Bibliotheek te Den Haag.
Pieter Cornelisz Bockenberg overleed in 1617 op 68-jarige leeftijd te Leiden en werd begraven in de Pieterskerk aldaar.

## Trivia
- In Gouda is in 1903 de Bockenbergstraat naar hem genoemd.

- Bibsys: 4012208
- Biografisch Portaal: 82062186
- Digitale Bibliotheek voor de Nederlandse Letteren: bock014
- Gemeinsame Normdatei: 100840027
- International Standard Name Identifier: 0000 0003 8444 3679
- Library of Congress Control Number: no2021078911
- Nederlandse Thesaurus van Auteursnamen: 069419108
- Istituto Centrale per il Catalogo Unico: BVEV046680
- Système universitaire de documentation: 165313595
- Virtual International Authority File: 275728475